# Eurycarpus
Eurycarpus là chi thực vật có hoa trong họ Cải.